# Efekt motyla (film)
Efekt motyla (ang. The Butterfly Effect) – amerykański thriller fantastycznonaukowy z 2004 roku w reżyserii Erica Bressa i J. Mackye Grubera.
Tytuł filmu bezpośrednio nawiązuje do teorii znanej jako efekt motyla, będącej obrazową ilustracją zjawiska, w którym pozornie nieistotne zdarzenia mogą wywoływać daleko idące i znaczące konsekwencje.

## Fabuła
Evan Treborn to młody mężczyzna, którego dzieciństwo naznaczone jest tajemniczymi lukami w pamięci – nie potrafi przypomnieć sobie pewnych kluczowych wydarzeń. Wkrótce odkrywa, że za pomocą prowadzonych w młodości dzienników jest w stanie podróżować w czasie i ingerować w przeszłość, zyskując tym samym możliwość modyfikacji teraźniejszości. Jednak po kilku próbach uświadamia sobie, że mimo najszczerszych intencji skutki jego działań nie zawsze pokrywają się z przewidywaniami.

### W wieku 7 lat (1989)
W dzieciństwie Evan zaczyna doświadczać nagłej utraty przytomności. Jego matka Andrea obawia się, że może to mieć związek z chorobą umysłową jego ojca Jasona, który znajduje się w szpitalu dla umysłowo chorych. Doktor radzi Evanowi, by zaczął prowadzić dziennik, w celu wytrenowania pamięci, co też Evan robi. Pierwsza utrata przytomności zdarzyła się w szkole, kiedy Evan rysował swój przyszły zawód – obrazek pokazywał człowieka z nożem, stojącego nad zakrwawionymi ciałami. Niepokoi to nauczycielkę, która pokazała rysunek matce dziecka. Evan nie pamiętał, jak go rysował. Drugiej utraty przytomności Evan doświadcza w domu, gdy Andrea, wchodząc do kuchni, niespodziewanie zauważa go stojącego z nożem w ręku. Evan nie potrafi sobie przypomnieć, skąd i kiedy dobył ten nóż.
Następnego dnia Evan jest u sąsiadów, Millerów. George Miller oferuje mu zagranie w filmie o Robin Hoodzie. W każdej scenie trzyma w ręce drinka. Wtedy Evan po raz kolejny traci przytomność, po chwili znajduje się nagi w piwnicy Millera. Obok niego stoi naga córka Millera, Kayleigh. Oboje zostali zmuszeni do wzięcia udziału w dziecięcym filmie pornograficznym.
Matka opowiada lekarzowi o dziwnym zachowaniu syna, a ten radzi, aby Evan spotkał się ze swoim ojcem, gdyż jego nieobecność może być przyczyną problemów chłopca. Podczas wizyty w klinice Evana dopada czwarta utrata przytomności, po czym Evan budzi się na podłodze, duszony przez ojca. Strażnicy powstrzymują mężczyznę, zabijając go na miejscu.

### W wieku 13 lat (1995)
Gdy Evan ma 13 lat, Millerowie się rozwodzą, przy czym matka przeprowadza się do innego miasta, a dzieci mają wybrać, z którym z rodziców chcą zostać. Kayleigh wybiera ojca, ponieważ nie chce rozstawać się z Evanem i starszym bratem, Tommym. Gdy Evan spędza czas z rodzeństwem Miller i Lennym Kaganem, rówieśnikiem z sąsiedztwa, znajdują laskę dynamitu, którą postanawiają wysadzić. Zapalony ładunek umieszczają w skrzynce na listy i czekają na wybuch. Wtedy ma miejsce piąta utrata przytomności i Evan z innymi uciekają do lasu, a Lenny jest w stanie katatonii. Stało się coś złego, jednak Evan nie może sobie tego przypomnieć, a nikt inny nie chce mu o tym powiedzieć. Karetka zabiera Lenny’ego do kliniki w stanie głębokiego szoku.
Wkrótce potem Evan, Kayleigh i Tommy udają się do kina na film Siedem. Kayleigh, wzburzona jedną ze scen, wychodzi z seansu, a zaniepokojony Evan za nią wychodzi. Kiedy pochylają się ku sobie, aby się pocałować, wkracza Tommy, który w ataku zazdrości groźnie zbliża się do pary, jednak potyka się o nieznajomego, po czym wpada w szał i zaczyna go bić. Następnie zabiera go policja.
Gdy Evan i Kayleigh idą zobaczyć się z Lennym, przekonują go, aby wyszedł z nimi na spacer. Nieszczęśliwie na swojej drodze spotykają Tommy’ego, który stał się sadystą – związał psa Evana w worku i ma zamiar go podpalić. Przyjaciele próbują go powstrzymać, a Evan po raz szósty traci przytomność, po czym budzi się, leżąc na ziemi przy martwym psie. Lenny zapada na autyzm. Trebornowie wyjeżdżają z miasta; Evan obiecuje Kayleigh, że po nią wróci, lecz nie dotrzymuje obietnicy. Przypuszczalnie Kayleigh próbuje wyjechać do Evana, lecz ojciec jej na to nie pozwala.

### W wieku 20 lat (2002)
Evan studiuje psychologię na uniwersytecie, a kiedy pewnego dnia przyprowadza do pokoju dziewczynę, odkrywa swoje stare dzienniki i zaczyna czytać fragmenty poprzedzające szóstą utratę przytomności. W wyobraźni wraca do przeszłości i dowiaduje się, że Lenny próbuje uwolnić psa, lecz nie potrafi rozwiązać liny. Chcąc powtórzyć to dziwne zjawisko, Evan czyta fragmenty o poprzednim zaćmieniu i widzi, że gdy jako 13-latkowie czekali na wybuch dynamitu, do skrzynki podeszła kobieta z niemowlęciem na ręku i w wyniku eksplozji zginęła na miejscu. Po przebudzeniu Evan zauważa, że w miejscu, w którym przypalił się papierosem we wspomnieniach, pojawiła się blizna. Matka podczas rozmowy próbuje mu wyjawić, że jego ojciec potrafił podróżować w czasie w ten sam sposób.
Zaciekawiony Evan odwiedza miasteczko swojego dzieciństwa w celu odnalezienia Kayleigh. Po krótkiej rozmowie zaczyna rozpytywać ją o przeszłość, głównie o film  kręcony w piwnicy, gdy byli dziećmi. Jego pytania przywołują bolesne wspomnienia, wskutek których Kayleigh następnego dnia popełnia samobójstwo. Evan wnioskuje, że może zmienić przeszłość za pomocą dzienników. Czyta o trzecim zaćmieniu, przechodzi w przeszłość i nakazuje George’owi Millerowi traktować swoją córkę z szacunkiem, nie krzywdzić jej, a syna Tommy’ego zdyscyplinować. Wizja się kończy, Evan wraca do teraźniejszości.

### Druga linia czasu
W tej teraźniejszości Evan i Kayleigh chodzą ze sobą, gdyż w tej linii czasu jej ojciec był dla niej wyrozumiały i pozwolił wyjechać. Kayleigh działa w żeńskim klubie uczelnianym, Evan – w męskim. Kayleigh jest z Evanem. Tommy, który niedawno wyszedł z poprawczaka, stał się opętańcem, na co miało wpływ maltretowanie go przez ojca. Śledzi parę, pragnąc zamordować Evana. Chłopak unika ataku i zabija Tommy’ego w furii. Policja zamyka Evana w więzieniu, gdzie nękają go inni więźniowie. Evanowi z pomocą swojego religijnego współwięźnia Carlosa udaje się zdobyć dzienniki i wraca do szóstego zaćmienia, w którym to daje Lenny’emu ostry kawałek metalu, aby przeciął linę i uwolnił psa. Niespodziewanie Tommy spełnia prośbę uwolnienia psa, ale zostaje zabity przez Lenny’ego. Wtedy Evan się budzi.

### Trzecia linia czasu
Lenny jest trzymany w klinice, ponieważ jest niebezpieczny dla społeczeństwa. Po śmierci brata Kayleigh została prostytutką. Evan przypuszcza, że gdyby zapobiegł śmierci kobiety z noworodkiem w piątym zaćmieniu, Lenny by nie oszalał. Wraca do przeszłości i rusza do skrzynki, jednak uprzedza go Tommy, który rzuca się na kobietę, ratując ją. Eksplozja dosięga tylko Evana.

### Czwarta linia czasu
Evan stracił obie ręce w czasie eksplozji. Lenny jest towarzyskim chłopakiem i chodzi z Kayleigh, a Tommy po ocaleniu kobiety stał się niezwykle religijny. Evan altruistycznie decyduje, że skoro wszyscy prócz niego są szczęśliwi, to popełni samobójstwo, jednak Tommy ratuje go w ostatniej chwili. Później się dowiaduje, że jego matka umiera na raka płuc, gdyż wróciła do palenia papierosów po jego wypadku. Evan, by ją ocalić, cofa się do drugiego zaćmienia. Szukając sposobu na pozbycie się dynamitu, wyciąga z szuflady w swoim domu nóż kuchenny i próbuje go schować w spodnie, jednak powrót do świadomości z teraźniejszości nie pozwala mu na kontynuowanie swoich zamiarów. Widząc, iż podróż nic nie dała, decyduje się na cofnięcie się do momentu kręcenia filmu pornograficznego. Odnajdując dynamit, próbuje szantażować Millera, lecz po zapaleniu lontu mężczyzna wytrąca mu go z rąk, a laska dynamitu toczy się w stronę Kayleigh. Nieświadoma czym jest przedmiot, podnosi go i ginie.

### Piąta linia czasu
Evan jest trzymany w klinice psychiatrycznej za zamordowanie Kayleigh. Odkrywa, że w tej linii czasu jego dzienniki nie istnieją. Orientuje się też, iż jego ojciec w swoich podróżach w czasie do pomocy wykorzystywał stare zdjęcia. Podejmuje ostatnią próbę naprawienia wszystkiego, cofając się w przeszłość za pomocą starych filmów, gdzie zarejestrowane jest pierwsze spotkanie z Kayleigh. Evan straszy dziewczynkę, że zabije całą jej rodzinę, jeśli kiedykolwiek się do niego zbliży.

### Szósta linia czasu
Dzięki zachowaniu Evana Kayleigh i Tommy po rozwodzie decydują się mieszkać z matką w innym sąsiedztwie zamiast z ojcem, w rezultacie nie są poddani destrukcyjnemu wychowaniu i mają udane życie. Evan budzi się w pokoju w akademiku, gdzie Lenny jest jego współlokatorem, Dowiaduje się, że on i Lenny nigdy nie poznali Kayleigh. Pali swoje dzienniki i filmy, ponieważ jest zadowolony z obecnej linii czasu i zdaje sobie sprawę, jak delikatne i niebezpieczne są jego podróże. Osiem lat później w Nowym Jorku Evan mija się z Kayleigh na zatłoczonej ulicy. Ona zatrzymuje się i przez chwilę patrzy na Evana, jednak gdy ten zdecydował się odwrócić w jej stronę, Kayleigh już ruszyła dalej. Pomimo bólu Evan dochodzi do wniosku, że nie może za nią iść i z trudem idzie przed siebie.

### Piąta linia czasu, wersja reżyserska
W tej wersji Evan odnajduje film ze swych narodzin i popełnia samobójstwo, owijając sobie pępowinę wokół szyi. Kayleigh jest wtedy postrzegana jako dziecko na nowej osi czasu, które zdecydowało się mieszkać z matką zamiast z ojcem, a życie innych postaci z dzieciństwa stało się mniej tragiczne. Według scenarzystów takie było pierwotne zamierzenie i lepiej pokazywało poświęcenie Evana dla innych niż to w wersji kinowej.

## Obsada
- Ashton Kutcher – Evan Treborn
  - Logan Lerman – 7-letni Evan Treborn
  - John Patrick Amedori – 13-letni Evan Treborn
- Amy Smart – Kayleigh Miller
  - Sarah Widdows – 7-letnia Kayleigh Miller
  - Irina Gorovaia – 13-letnia Kayleigh Miller
- William Lee Scott – Tommy Miller
  - Cameron Bright – 8-letni Tommy Miller
  - Jesse James – 14-letni Tommy Miller
- Elden Henson – Lenny Kagan
  - Jake Kaese – 7-letni Lenny Kagan
  - Kevin Schmidt – 13-letni Lenny Kagan
- Melora Walters – Andrea Treborn
- Eric Stoltz – George Miller
- Ethan Suplee – Thumper
- Callum Keith Rennie – Jason Treborn
- Kevin Durand – Carlos
- Jacqueline Stewart – Gwen
- Douglas H. Arthurs – Karl
- Daniel Spink – Toby
- Lorena Gale – pani Boswell
- Nathaniel DeVeaux – dr Redfield
- Brandy Kopp – Kristin
- Cameron K. Smith – bywalec kina
- Riddle – Crockett

## Porównania
- Ashton Kutcher i inni stwierdzili, że ten film jest połączeniem dwóch klasyków – Powrót do przyszłości (podróże w czasie) oraz Drabina Jakubowa (umysł przeciwko rzeczywistości).
- Jest wiele innych filmów (Matrix, Podziemny krąg, Donnie Darko, Oszukać przeznaczenie, Dzień świstaka, American Beauty, Raport mniejszości) odnoszących się do filozofii egzystencjalistów.
- Motyw zmiany jednego wydarzenia pociągającego za sobą następne zmiany w przyszłości został wcześniej wykorzystany w takich filmach jak Powrót do przyszłości, Przypadek, Biegnij Lola, biegnij, Częstotliwość, Star Trek: Następne pokolenie.

## Nagrody i nominacje
2005: Academy of Science Fiction, Fantasy & Horror Films (Saturn)
- nominacja: Best Science Fiction Film

2004: Brussels International Festival of Fantasy Film
- Pegasus Audience Award – Eric Bress, J. Mackye Gruber

2004: Teen Choice Awards
- nominacja: Choice Movie: Thriller